# Phytomyptera aristalis
Phytomyptera aristalis là một loài ruồi trong họ Tachinidae.